# Federação Desportiva e Comité Olímpico de Hong Kong
A Federação Desportiva e Comité Olímpico de Hong Kong, China (chinês tradicional: 中國香港體育協會暨奧林匹克委員會; abreviado SF&OC, 港協暨奧委會) é o Comité Olímpico Nacional (CON) de Hong Kong, membro separado do Comité Olímpico Internacional (COI). O seu presidente é actualmente Timothy Fok. A sua sede chama-se Casa Olímpica de Hong Kong, e localiza-se ao lado do Estádio de Hong Kong.

## História
Antes da China assumir a soberania da antiga colónia britânica de Hong Kong, em 1997, o comité chamava-se Federação Desportiva e Comité Olímpico de Hong Kong, participando em doze Olimpíadas (sempre de Verão) sob o nome de Hong Kong.
Depois de 1997, Hong Kong tornou-se um território especial como resultado da Declaração conjunta sino-britânica de 1984, que estipula que embora faça parte da China, tem um estatuto de elevada autonomia. A Lei Básica (a sua constituição) garante que o território tem o direito de integrar organizações e eventos internacionais (como os Jogos Olímpicos) que não estão restritos a Estados soberanos. Fá-lo sob o nome "Hong Kong, China". Se algum dos atletas de Hong Kong ganhar medalhas nas Olimpíadas a bandeira do território é içada na cerimónia, mas em caso de título o hino tocado é o da China.
Nos Jogos Olímpicos de 2008, o território acolheu as competições de hipismo.